# Guerra das Correntes
A Guerra das Correntes (ou Batalha das Correntes) foi uma disputa entre Westinghouse e Thomas Edison que ocorreu nas duas últimas décadas do século XIX. Os dois tornaram-se adversários devido à campanha publicitária de Edison pela utilização da corrente contínua para distribuição de eletricidade, em contraposição à corrente alternada, defendida por Westinghouse e Nikola Tesla
Durante os primeiros anos de fornecimento de eletricidade, a corrente continua foi determinada como padrão nos Estados Unidos e Edison não estava disposto a perder os rendimentos de sua patente. A corrente contínua funciona bem com lâmpadas incandescentes, responsáveis pela maior parte do consumo diário de energia, e com motores. Tal corrente podia ser diretamente utilizada em baterias de armazenamento, promovendo valiosos níveis de carregamento e reservas energéticas durante possíveis interrupções do funcionamento dos geradores. Os geradores de corrente contínua podiam ser facilmente associados em paralelo, permitindo a economia de energia através do uso de dispositivos menores durante períodos de alto consumo elétrico, além de melhorar a confiabilidade. O sistema de Edison inviabilizava qualquer motor a corrente alternada. Edison havia inventado um medidor para permitir que a energia fosse cobrada proporcionalmente ao consumo, mas o medidor funcionava apenas com corrente contínua. Até 1882, estas eram as únicas vantagens técnicas significantes do sistema de corrente contínua.
Em 1882, Nikola Tesla começou a trabalhar para a empresa de Thomas Edison, a Edison Machine Works, onde foi encarregado de melhorar os geradores de corrente contínua da empresa. No entanto, Tesla logo começou a desenvolver suas próprias ideias para um sistema de energia elétrica baseado em corrente alternada. Em 1887, Tesla inventou um motor de corrente alternada que usava dois ou mais campos magnéticos rotacionais para criar um movimento rotativo. O motor de Tesla era mais eficiente e menos sujeito a falhas mecânicas em comparação aos motores de corrente contínua da época. A partir dessa inovação, Tesla começou a desenvolver um sistema completo de geração, transmissão e uso de energia elétrica proveniente de corrente alternada. Tesla fez uma parceria com George Westinghouse para comercializar esse sistema. Westinghouse comprou com antecedência os direitos das patentes do sistema polifásico de Tesla, além de outras patentes de transformadores de corrente alternada, de Lucien Gaulard e John Dixon Gibbs, dessa forma driblando o monopólio de patentes reivindicado por Thomas Edison.

Thomas Edison, inventor e homem de negócios estadunidense, era conhecido como "O mago de Menlo Park". Entre outros feitos, desenvolveu um sistema de transmissão de energia por corrente contínua.
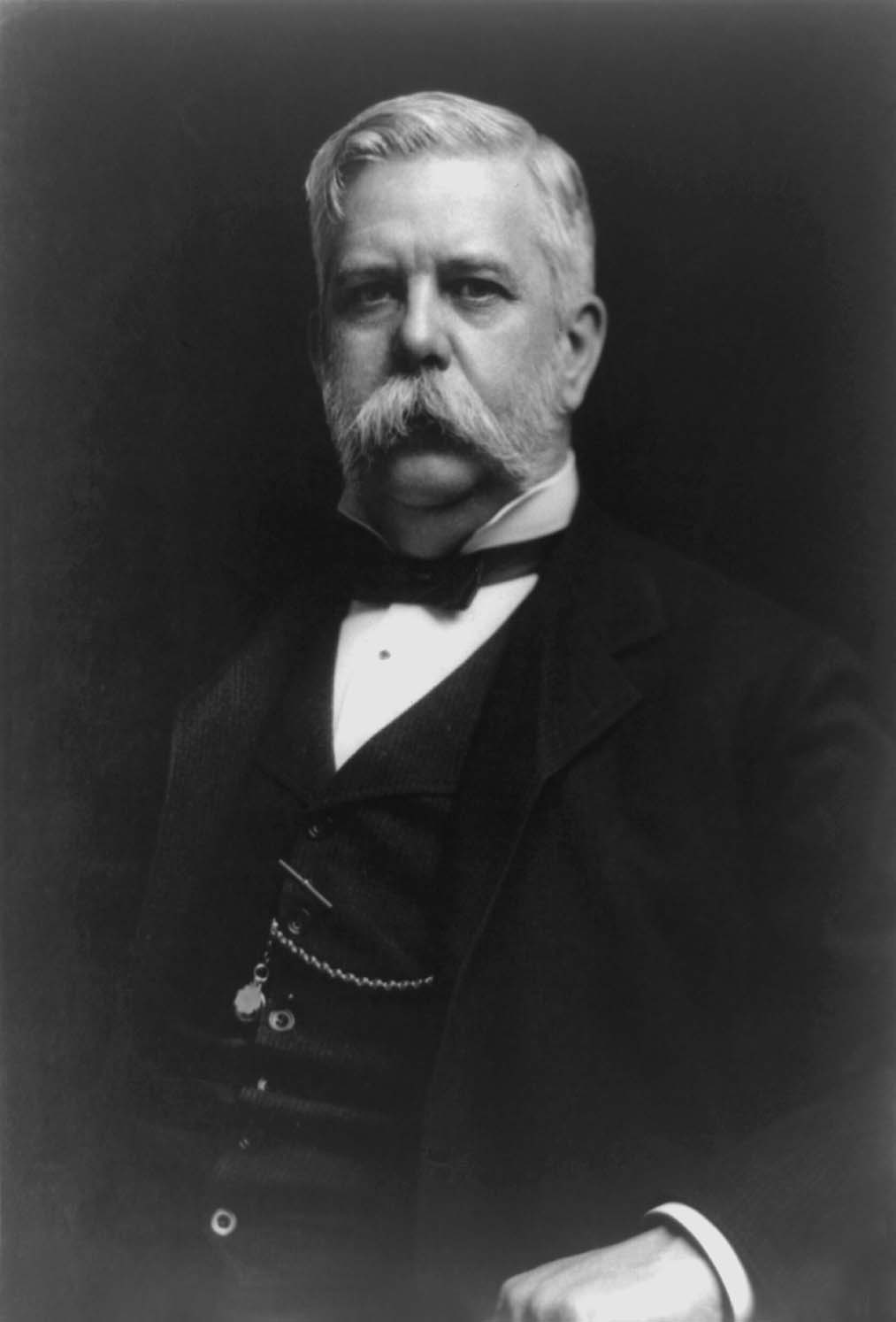
George Westinghouse, empresário e engenheiro estadunidense, apoiou financeiramente o desenvolvimento de um sistema de transmissão elétrica através de corrente alternada.
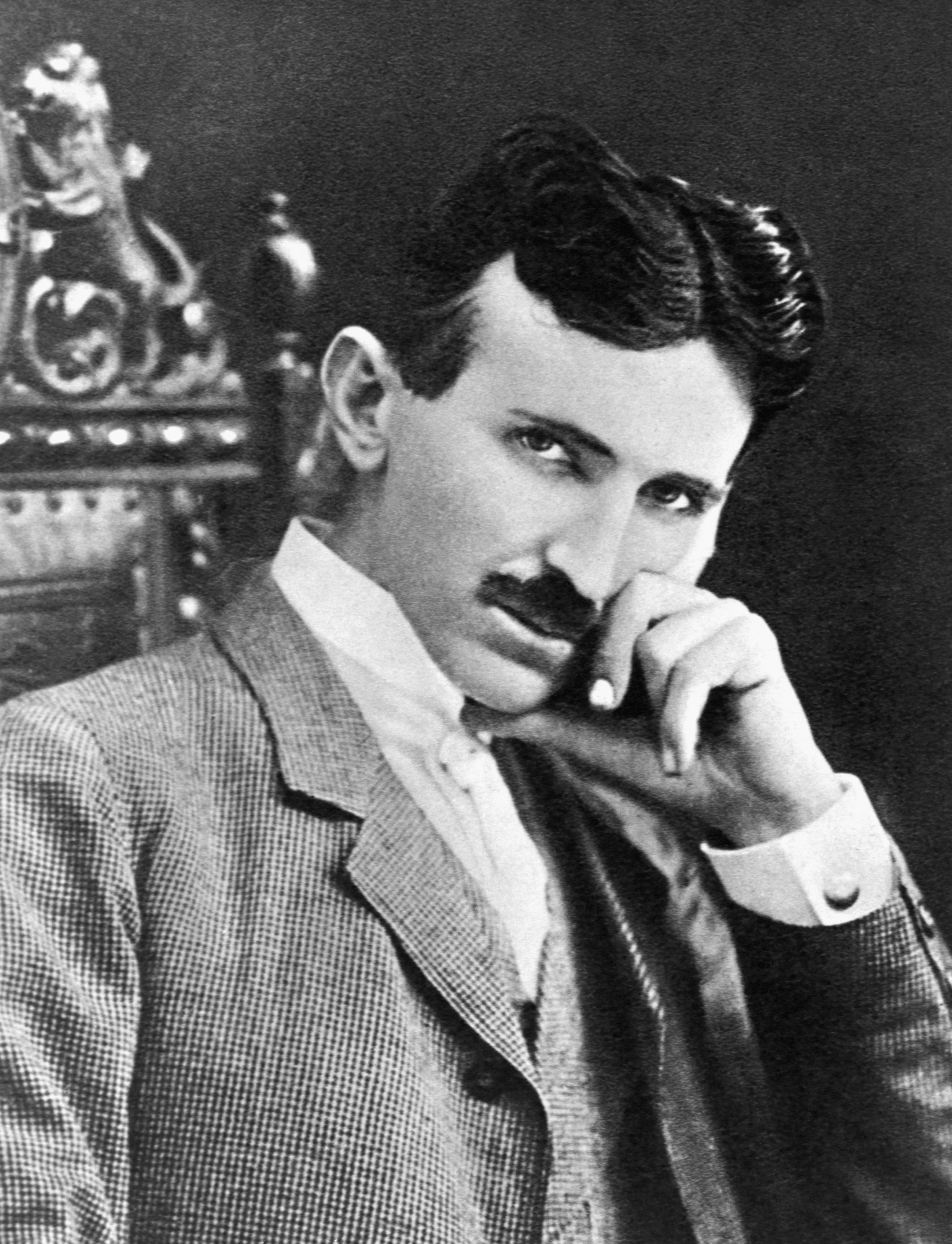
Nikola Tesla, inventor, físico e engenheiro eletro-mecânico sérvio, era conhecido como "O mago do oeste",[1], inventou a transmissão de energia elétrica por corrente alternada.

Havia diversas explicações para essa rivalidade. Edison era um experimentador voraz, mas não era matemático. A corrente alternada não pode ser devidamente entendida ou aproveitada sem um conhecimento substancial de matemática e física, o que Tesla possuía. Edison subestimou o trabalho de Tesla (por exemplo, quando soube das ideias de Tesla da transmissão de energia por corrente alternada, Edison recusou-as: "As ideias (de Tesla) são magníficas, mas não são nada práticas"). Maus sentimentos foram exacerbados quando Tesla foi enganado por Edison, que prometeu-lhe uma recompensa por seu trabalho. Edison, mais tarde, teria se arrependido, por não ter ouvido Tesla e utilizado corrente alternada.

## Distribuição de eletricidade

### Os dois sistemas concorrentes
O sistema de distribuição de corrente contínua consistia de centrais de geração e alimentação com espessos condutores para a distribuição, derivando deles a fração destinada ao consumo doméstico (iluminação e eletrônicos). Todo o sistema operava à mesma tensão. Por exemplo, lâmpadas de 100 volts para o consumo doméstico seriam conectadas a um gerador de fornecimento de 110 volts, prevendo uma possível queda de tensão entre o gerador e a resistência ligada a ele. O nível de tensão foi escolhido por conveniência na fabricação de lâmpadas; lâmpadas de filamentos de carbono de alta resistência poderiam ser fabricadas para resistir a 100 volts e para fornecer iluminação de desempenho econômico comparável à iluminação a gás. Ao mesmo tempo, era sabido que 100 volts provavelmente não constituem um perigo grave de eletrocussão.
Para poupar o custo dos condutores de cobre, era utilizado um sistema de três fios para a distribuição. Os três fios eram ligados a um potencial de 110 volts, 0 volt e -110 volts cada. Lâmpadas de 100 volts poderiam funcionar quer entre os suportes de +110 ou -110 volts do sistema e o condutor neutro de zero volt, que só mantém o desequilíbrio entre as duas fontes positiva e negativa. O sistema resultante de três fios utilizava menos cabos de cobre para uma determinada quantidade de energia elétrica transmitida, o que ainda mantinha (relativamente) a baixa tensão. Entretanto, mesmo com esta inovação, a queda de tensão devida à resistência dos condutores do sistema era tão alta que as usinas geradoras tinham que se localizar dentro de uma milha (1 a 2 km), ou pouco mais, dos centros de consumo. Tensões maiores não poderiam ser utilizadas tão facilmente com o sistema contínuo, pois não havia uma tecnologia eficiente de baixo custo que permitisse a redução de alta tensão para uma tensão mais baixa.
No sistema de corrente alternada, transformadores são utilizados entre o conjunto de alta tensão e os centros de consumo. Lâmpadas e máquinas pequenas assim podiam funcionar numa tensão menor conveniente. Além disso, os transformadores permitem que a energia seja transmitida sob tensões muito mais elevadas, digamos, dez vezes maiores que as destinadas ao consumo. Para uma determinada quantidade de energia conduzida, a espessura do fio é inversamente proporcional à tensão utilizada. Alternativamente, o comprimento máximo de uma linha de transmissão, dados o diâmetro do fio e a queda de tensão admissível, aumentaria aproximadamente com o quadrado da tensão de distribuição. Tal fato tinha o significado prático de que usinas geradoras menores ou maiores poderiam cobrir a demanda de consumo de uma determinada área. Aparelhos enormes de consumo elétrico como motores industriais ou conversores de energia elétrica de transporte ferroviário podiam ser ligados pela mesma rede de distribuição que alimentava a iluminação doméstica, através de um transformador acessório com uma tensão adequada.

### Análise do primeiro sistema de transmissão elétrica

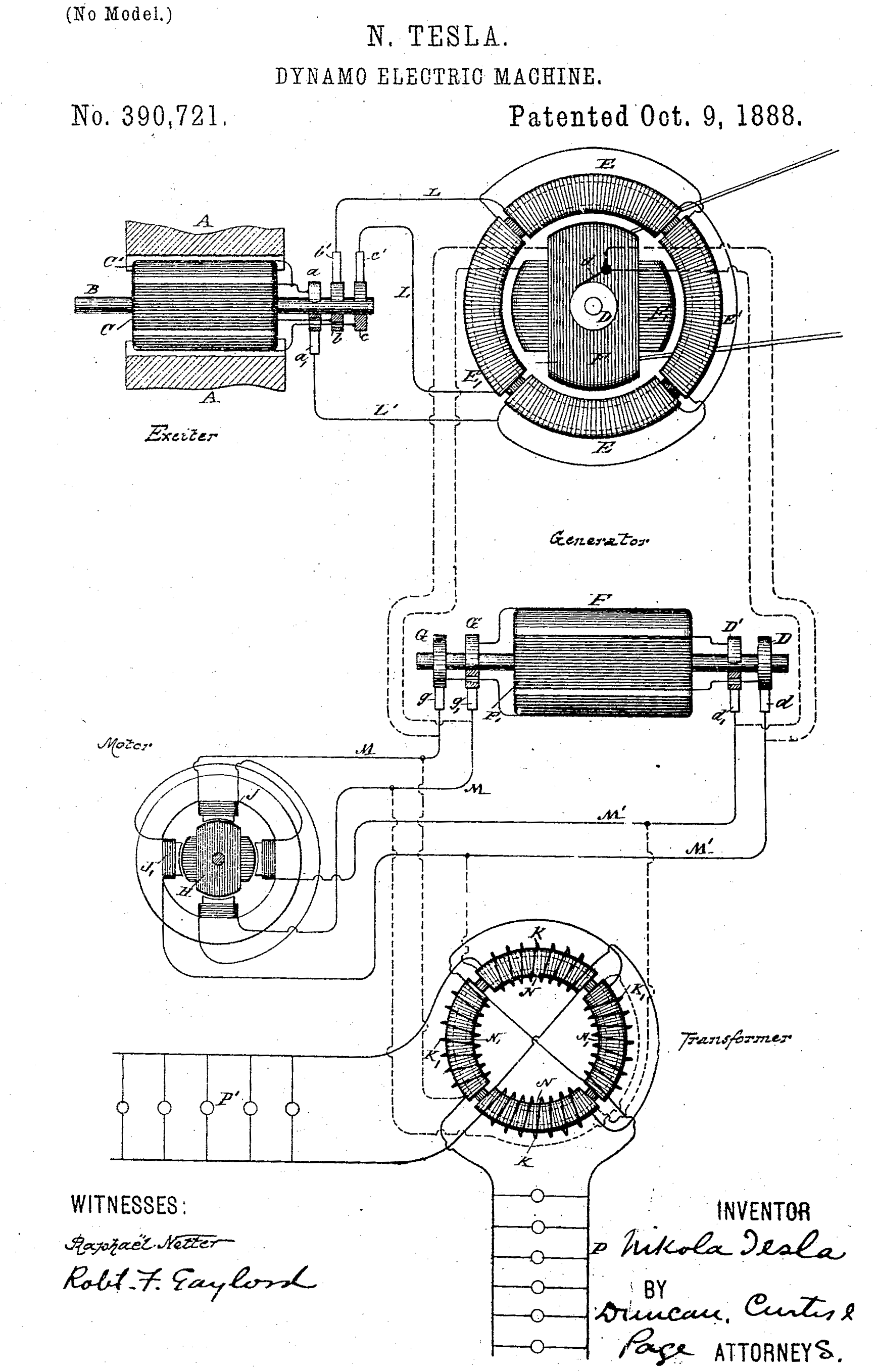
Patente US390721 de Tesla de um "Dínamo Elétrico".

A resposta de Edison às limitações do sistema de corrente contínua foi simplesmente gerar energia nos locais próximos ao consumidor (hoje chamado de geração distribuída), além de instalar condutores de grandes dimensões para lidar com a crescente demanda de eletricidade. Porém, tal solução mostrou-se dispendiosa (especialmente em zonas rurais que não podiam conceder recursos para a construção de uma estação local ou pagar pela grande quantidade de grossos fios de cobre), não prática (incluindo, mas não se limitando, uma ineficiente conversão de tensão), e de difícil manejo. Edison e seus sócios, no entanto, teriam se beneficiado amplamente a partir da construção de um grande número de usinas elétricas, necessárias para a introdução da eletricidade em várias comunidades.
A corrente contínua não podia ser facilmente alterada para uma tensão menor ou maior. Isto significava que linhas elétricas tinham de ser instaladas separadamente, a fim de prover energia para aparelhos que funcionavam a diferentes tensões, por exemplo, a iluminação e os motores elétricos. Isso levou a um aumento do número de cabos para instalação e sustentação, desperdiçando dinheiro e introduzindo riscos desnecessários. Um certo número de mortes da Grande Nevasca de 1888 foi atribuído ao desabamento dos cabos suspensos de energia em Nova York.
Já a corrente alternada podia ser conduzida: a longas distâncias em altas tensões e a baixas correntes, utilizando condutores mais finos (portanto, com maior eficiência de transmissão), e depois era convenientemente diminuída para baixas tensões, para a utilização em residências e fábricas. Quando Tesla introduziu o sistema de geradores, transformadores, motores, fios e luzes a corrente alternada, em novembro e dezembro de 1887, tornou-se claro que esse tipo de corrente era o destino futuro para a distribuição de energia elétrica, embora o sistema contínuo fosse utilizado nos centros das áreas metropolitanas por décadas subsequentes.
A baixa frequência (50 a 60 Hz) da corrente alternada pode ser mais perigosa do que níveis similares de corrente contínua, uma vez que as flutuações alternadas podem fazer com que o coração perca a coordenação do ritmo cardíaco ao provocar a fibrilação ventricular, que rapidamente leva à morte dentro de seis a oito minutos, por deficiência de oxigênio no cérebro e na medula óssea. No entanto, qualquer sistema de distribuição prático utiliza níveis de tensão suficientes o bastante para que uma quantidade perigosa de corrente flua, seja corrente contínua ou alternada. Apesar da precaução contra a eletrocussão ser similar, em última análise as vantagens da transmissão de energia por corrente alternada compensam esse risco teórico. Por isso, a corrente alternada acabou sendo adotada como padrão mundial.

### O fim da transmissão contínua
A vantagem da corrente alternada para a distribuição de energia à distância é devida à facilidade de variação da tensão com um transformador. A potência elétrica (energia elétrica por unidade de tempo) é o produto da corrente pela tensão aplicada (P = U×I). Para uma determinada quantidade de energia, uma baixa tensão requer uma corrente maior e uma alta tensão uma corrente menor. Uma vez que cabos metálicos condutores possuem uma certa resistência elétrica, parte da energia será desperdiçada em forma de calor dentro dos fios. Esta perda de energia é dada por P = I²R. Assim, se a potência transmitida é a mesma, e se são conhecidas as restrições de tamanho de condutores práticos, as transmissões a baixa tensão e a alta corrente sofrerão uma perda de potência muito maior que os sistemas a alta tensão e baixa corrente. Isto se aplica tanto à corrente contínua como à alternada.
A conversão de energia em corrente contínua de uma tensão a outra era difícil e dispendiosa, devido à necessidade de um enorme conversor giratório ou um conjunto motor-gerador, enquanto que a mudança de tensão em corrente alternada pode ser feita com as bobinas simples e eficazes do transformador, que não possuem partes móveis e não exigem manutenção. Esta foi a chave para o sucesso do sistema de corrente alternada. Redes de transmissão modernas utilizam regularmente a tensão alternada em até 765 mil volts.

### Desvantagens da transmissão por corrente alternada
Apesar das vantagens, as linhas de transmissão de energia em corrente alternada apresentam alguns empecilhos que são geralmente menores ou podem ser mitigados de forma mais eficaz em sistemas de corrente contínua. Alguns desses empecilhos incluem:
- Perda de energia por efeito Joule: Devido à resistência elétrica dos condutores utilizados nas linhas de transmissão, a passagem de corrente elétrica através deles gera calor, o que causa perda de energia elétrica na forma de calor. Na corrente contínua as perdas por efeito Joule são proporcionais apenas à resistência do condutor, enquanto na corrente alternada, as perdas por efeito Joule são afetadas por outros fatores, como a impedância da linha, o fator de potência e a frequência da corrente elétrica.
- Capacitância da linha: A capacitância é a capacidade de um objeto de armazenar carga elétrica. Em linhas de transmissão em corrente alternada, a capacitância é um empecilho que pode levar à perda de energia elétrica. Isso ocorre porque a capacitância da linha pode resultar na formação de correntes parasitas, que não são úteis para a transmissão de energia elétrica e podem levar à perda de energia.
- Efeito pelicular: O efeito pelicular é um fenômeno que ocorre em linhas de transmissão em corrente alternada de alta frequência, no qual a corrente elétrica tende a se concentrar na superfície dos condutores, em vez de fluir uniformemente através de todo o condutor. Isso pode resultar em um aumento na resistência elétrica dos condutores, o que leva a uma perda adicional de energia elétrica. O aumento da resistência devido ao efeito pode ser compensado alterando-se o formato dos condutores, de um miolo sólido para um trançado de vários fios de menor espessura (cabo).
- Interferência eletromagnética: As linhas de transmissão de energia em corrente alternada podem produzir campos eletromagnéticos que podem interferir em outros sistemas eletrônicos e de comunicação. Essa interferência pode ser minimizada através do uso de blindagem adequada ou técnicas de isolamento elétrico, mas ainda é uma consideração importante em sistemas de corrente alternada.

## Disputas ocorridas

### A campanha publicitária de Edison
Edison realizou uma campanha para desestimular o uso da corrente alternada, inclusive divulgando notícias de acidentes fatais com corrente alternada, ao matar animais publicamente e ao pedir votos contra o uso da corrente alternada em legislaturas estaduais. Edison ordenou que seus técnicos, principalmente Arthur Kennelly e Harold P. Brown, comandassem os vários sacrifícios de animais com corrente alternada, principalmente gatos e cães vadios, mas também gado bovino e equino indesejável a até uma elefanta chamada Topsy. Sob essas ordens, eles foram à imprensa para demonstrar que a corrente alternada era mais perigosa que o sistema de Edison de corrente contínua. Ele também tentou popularizar o termo being electrocuted (ser eletrocutado) como ser "Westinghoused". Anos depois, a corrente contínua tinha perdido a "guerra das correntes", em 1902, sua equipe de filmagem, supervisionada por funcionários de Edison, fez um vídeo da eletrocussão a alta tensão com corrente alternada de Topsy, um elefante de circo da Coney Island que recentemente tinha matado um homem.
Edison se opunha à pena de morte, mas seu desejo de rebaixar o sistema de corrente alternada o levou a inventar a cadeira elétrica. Harold P. Brown, que nessa época estava sendo pago por Edison, em segredo, construiu a primeira cadeira elétrica para o estado de Nova Iorque, a fim de promover a ideia de que a corrente alternada era mais mortal que a contínua.
Quando a cadeira foi utilizada pela primeira vez, em 6 de agosto de 1890, os técnicos presentes não souberam calcular a tensão necessária para eletrocutar o preso condenado, William Kemmler. O primeiro choque elétrico não foi suficiente para matá-lo, deixando-o apenas seriamente ferido. O processo teve que ser repetido e um repórter presente o descreveu como "um terrível espetáculo, muito pior que enforcamento." George Westinghouse comentou: "Eles teriam feito melhor se tivessem usado um machado".

### As Cataratas do Niágara
Especialistas anunciaram propostas para a aparelhagem das Cataratas do Niágara, a fim de gerar eletricidade, ainda que sumariamente, levando em consideração o ar comprimido como intermediário da transmissão de energia. Mesmo com a oposição da General Electric e da proposta de Edison, Westinghouse, utilizando o sistema de corrente alternada de Tesla, recebeu o contrato da Comissão Internacional das Cataratas do Niágara. A comissão foi liderada por Lord Kelvin e apoiada por empresários como Lord Rothschild, John Pierpont Morgan e John Jacob Astor IV. O trabalho começou em 1893 e a eletricidade passou a ser gerada e transmitida via corrente alternada.
Alguns duvidaram de que o sistema gerasse eletricidade suficiente para a usina de Buffalo. Tesla tinha certeza de que o sistema funcionaria, ao argumentar que as Cataratas do Niágara tinham potencial suficiente para gerar energia para todo o leste dos Estados Unidos. A transmissão de corrente polifásica alternada havia sido previamente demonstrada em Mill Creek Califórnia e em Lauffen-Neckar, em 1891. A Feira Mundial de Chicago, em 1893, exibiu um sistema de geração e distribuição completamente polifásico, instalado por Westinghouse. Entretanto, nenhum desses projetos foi feito na escala útil de energia do Niágara. Em 16 de novembro de 1896, a energia elétrica foi transmitida das Cataratas do Niágara para as usinas de Buffalo, a partir dos geradores da hidrelétrica Edward Dean Adams. Os geradores da hidrelétrica foram construídos pela Westinghouse Electric Corporation, com a patente do sistema de corrente alternada de Tesla. Nas placas dos geradores, foi gravado o nome de Tesla. Para acalmar os interesses da General Electric, o contrato de construção das linhas de transmissão para Buffalo foi entregue então a essa empresa.

### Os resultados da concorrente
O sucesso da aparelhagem nas Cataratas do Niágara foi um ponto decisivo na aceitação da corrente alternada. Esse tipo de corrente substituiu a contínua na geração da estação central e na distribuição de energia, estendendo enormemente a área de cobertura e melhorando a segurança e a eficiência da distribuição de energia. O sistema de distribuição de Edison a baixa tensão, que utilizava corrente contínua, acabou perdendo para dispositivos de corrente alternada propostos por outros colaboradores: primeiramente Tesla, com sistemas polifásicos; e outros, como Charles Proteus Steinmetz - em 1888 ele trabalhava em Pittsburgh para Westinghouse. Finalmente, a empresa General Electric (que resultou da fusão de todas as empresas de Edison mais a base de corrente contínua de Thomson-Houston) começou a fabricar aparelhos a corrente alternada. A centralização da geração de energia só foi possível quando ficou reconhecido que as linhas de energia elétrica de corrente alternada podiam transportar eletricidade a grandes distância a um baixo custo, devido à vantagem da variação de tensão nas vias de transmissão, através de transformadores potentes. Na base de geração, a tensão é aumentada (um número representativo corresponde à geração de tensão na ordem de pequenos quilovolts) para um valor muito mais elevado (dezenas de milhares a centenas de milhares de volts) para a emissão principal, e daí seguem-se várias reduções de tensão, para um valor tão baixo como a utilizada no uso doméstico, por exemplo, 120/240 V CA a 60 Hz na América do Norte e 230/400 V CA a 50 Hertz na Europa.
As redes de transmissão atuais de energia em corrente alternada fornecem interligações redundantes e roteamento de energia que ligam qualquer usina de energia a qualquer centro de consumo, baseado na economia das vias de transmissão, do custo da alimentação e da importância de manter um centro de consumo particular alimentado o tempo todo. Geradores (como os das usinas hidrelétricas) podem ser construídos bem longe dos centros de consumo.

### Sistemas de corrente contínua remanescentes
Algumas cidades continuaram utilizando suas redes de corrente contínua no século XX. Por exemplo, a central de Helsinque dispunha de uma rede de corrente contínua até a década de 1940, e Estocolmo perdeu sua minguada rede contínua muito tardiamente, nos anos 60. Uma estação retificadora de válvula de arco de mercúrio converteria a corrente alternada para a rede de baixa corrente contínua. Partes de Boston, Massachusetts junto a Beacon Street e Commonwealth Avenue ainda utilizavam corrente contínua a 110 V na década de 1960, sendo a causa da destruição de numerosos aparelhos elétricos pequenos (tipicamente secadores de cabelo e fonógrafos) por estudantes da Universidade de Boston, que negligenciaram as advertências quando os mesmos ocuparam prédios de fornecimento. A empresa de energia elétrica de Nova York, Consolidated Edison, continuou a fornecer corrente contínua para os consumidores que a adotaram no início do século XX, principalmente para elevadores. O New York Hotel, construído em 1929, dispunha de um grande pátio de corrente contínua e não adotou integralmente o serviço de corrente alternada até meados da década de 1960. Em janeiro de 1998, a Consolidated Edison iniciou a eliminação do serviço de corrente contínua. Naquele tempo havia 4600 adeptos desse sistema de energia. Até 2006, havia apenas 60 consumidores do serviço contínuo, e em 14 de novembro de 2007, a última transmissão de corrente contínua pela Consolidated Edison foi desligada. Aos clientes que ainda utilizam corrente contínua, foi fornecido retificadores, para converter corrente alternada para contínua.
Ferrovias elétricas que utilizam sistemas férreos de terceiros geralmente empregam uma alimentação contínua entre 500 e 750 V; ferrovias com vias catenárias aéreas usam uma determinada quantidade de métodos de alimentação, incluindo alta tensão alternada e alta corrente contínua.

### Transmissão em alta tensão contínua
Com o advento da eletrônica de potência, a conversão entre corrente contínua e alternada tornou-se um processo eficiente e viável do ponto de vista econômico. Assim, constatou-se que, para a transmissão de energia a distâncias muito longas, a corrente contínua em alta tensão pode ser mais vantajosa que a corrente alternada. A corrente contínua em alta tensão (CCAT - em inglês, HVDC) é utilizada para o transporte em massa de energia proveniente de usinas geradoras distantes ou para a interligação de sistemas de corrente alternada separados. Esses sistemas utilizam dispositivos eletrônicos (válvulas de arco de mercúrio, tiristores ou IGBT's) que não eram disponíveis na época da Guerra das Correntes. A energia ainda é convertida de e para corrente alternada de cada parte lateral da moderna ligação CCAT. As vantagens da CCAT sobre sistemas de corrente alternada para a transmissão em massa incluem um aumento da potência para uma determinada linha (fato de suma importância, uma vez que a instalação de novas linhas e mesmo a modernização das antigas são extremamente dispendiosas), além de permitir um melhor controle dos fluxos de energia, especialmente em situações transitórias e de emergência, que muitas vezes pode levar a apagões. Hoje muitas usinas modernas utilizam a CCAT como uma alternativa aos sistemas de corrente alternada a longa distância (alta transmissão de consumo), especialmente em países em desenvolvimento rápido, como China, Índia e Brasil.

### Aplicações atuais da corrente contínua em baixa tensão
Enquanto os sistemas de distribuição contínua a distâncias significativas são essencialmente extintos, a alimentação contínua ainda é comum a pequenas distâncias e, especialmente, quando o armazenamento de energia ou a conversão utiliza baterias ou pilhas de combustível. Tais aplicações incluem:
- A eletrônica, incluindo circuitos integrados, transmissores de alta potência e computadores;
- Sistemas de partida, de iluminação e de ignição de veículos;
- Veículos de propulsão elétrica (híbridos ou elétricos propriamente ditos) com alimentação interna de energia;
- Empresas de telecomunicações (telefonia fixa e móvel);
- Alimentação ininterrupta para os sistemas computacionais;
- Sistemas de baterias de alta escala;
- Instalações isoladas "foras da rede", que utilizam energia eólica ou solar.

Nessas aplicações, a corrente contínua pode ser utilizada diretamente ou convertida em corrente alternada através de dispositivos eletrônicos. No futuro isso pode fornecer um caminho para suprir energia para redes, a partir de fontes de distribuição. Por exemplo, os proprietários de veículos híbridos podem alugar as baterias dos seus veículos para o nivelamento do carregamento pela empresa concessionária local elétrica.

## Influências na cultura popular
- A "Guerra das Correntes" fez parte do enredo do filme O Grande Truque, embora a rivalidade entre Tesla e Edison fosse exagerada e não houvesse nenhuma menção a Westinghouse.
- “Edison's Medicine” (O Remédio de Edison) foi uma música da banda Tesla, do álbum Psychotic Supper, o qual dá enfoque à Guerra das Correntes.
- A batalha entre a corrente contínua e a alternada foi enfocada no livro Thunderstruck, de Erik Larson.
- O filme de 1980 The Secret of Nikola Tesla (aka Tajna Nikole Tesle), estrelado por Orson Welles como J. P. Morgan, descreve várias realizações de Tesla.
- O primeiro episódio do seriado de TV Murdoch Mysteries mostra o sacrifício de um animal, cometido durante uma das demonstrações de eletrocussão.
- A artista experimental Laurie Anderson faz um monólogo sobre as palestras de Edison sobre os perigos da corrente alternada. De acordo com a história, Edison tenta demonstrar a ameaça da corrente alternada ao eletrocutar um cachorro na frente da platéia.

## A Guerra das Correntes no mundo
A Exibição Eletro-Técnica Internacional de 1891 foi marcada pela transmissão a longa distância de corrente elétrica trifásica a alta potência. Foi realizada entre 16 de maio e 19 de outubro no local onde funcionava as três "Westbahnhöfe" (Estações Ferroviárias do Oeste) em Frankfurt am Main. A exposição contou com a primeira transmissão a longa distância de corrente elétrica trifásica a alta potência, que foi gerada a 175 km do local, em Lauffen am Neckar. Como resultado deste bem sucedido estudo experimental, a corrente trifásica foi adotada nas redes de transmissão elétrica em todo o mundo.
Quanto à Alemanha, a Exibição Eletro-Técnica Internacional resolveu de uma vez por todas a questão das formas mais econômicas de transmissão de energia elétrica. Quando a exposição terminou, a estação de energia em Lauffen continuou em operação - fornecia eletricidade para a capital administrativa, Heilbronn, tornando-se assim a primeira localidade no mundo a ser equipada com uma fonte de alimentação usando corrente alternada trifásica.

## Literatura
- Munson, Richard (2005). From Edison to Enron: the business of power and what it means for the future of electricity. Westport, Conn: Praeger Publishers.
- Reynolds, Terry S., and Bernstein, Theodore. “Edison and the Chair,” IEEE Technology and Society Magazine, March 1989, pp. 19–28.
- Conot, Robert, A Streak of Luck: The Life and Legend of Thomas Alva Edison. New York: Seaview Books,
- Berton, Pierre (1997). Niagara: a history of the Falls. New York: Kodansha International.
- Tom McNichol, AC/DC: The Savage Tale of the First Standards War.
- Silverberg, Robert, Light for the World, Edison and the Electric Power Industry. Princeton: Van Nostrand, 1967, pp. 229–243.
- Westinghouse Electric Corporation, "Electric power transmission patents; Tesla polyphase system. (Transmission of power; polyphase system; Tesla patents)
- Westinghouse Electric & Manufacturing Company, Collection of Westinghouse Electric and Manufacturing Company contracts, Pittsburgh, Pa.
- Walker, James Blaine (1949). The epic of American industry. New York: Harper.
- Cheney, Margaret, Uth, Robert, & Glenn, Jim (1999). Tesla, master of lightning. New York: MetroBooks.
- Dobson, K., & Roberts, M. D. (2002). Physics: teacher resource pack. Cheltenham: Nelson Thornes.
- Foster, Abram John (1979). The coming of the electrical age to the United States. New York: Arno Press.
- Bordeau, Sanford P. (1982). Volts to Hertz—the rise of electricity: from the compass to the radio through the works of sixteen great men of science whose names are used in measuring electricity and magnetism. Minneapolis, Minn: Burgess Pub. Co.
- The Electrical engineer, "A new system of alternating current motors and transformers". (1884). London: Biggs & Co. Pages 568 - 572.
- The Electrical engineer, "Practical electrical problems at Chicago". (1884). London: Biggs & Co. Pages 458 - 459, 484 - 485, and 489 - 490.
- Brands, Henry William (1995). The reckless decade: America in the 1890s. New York: St. Martin's Press.
- Seifer, Marc J. (1998). Wizard: the life and times of Nikola Tesla : biography of a genius. Secaucus, N.J.: Carol Pub.
- Brandon, Craig (1999). The electric chair: an unnatural American history. Jefferson, N.C.: McFarland & Co.
- Dommermuth-Costa, C. (1994). Nikola Tesla: a spark of genius. Minneapolis: Lerner Publications Co.
- Hughes, Thomas Parke (1983). Networks of power: electrification in Western society, 1880-1930. Baltimore: Johns Hopkins University Press.
- Scholnick, Robert J. (1992). American literature and science. Lexington: University Press of Kentucky. Pages 157 - 171.
- Beyer, Rick (2003). The greatest stories never told: 100 tales from history to astonish, bewilder, & stupefy. New York: HarperResource. Pages 122 - 123.
- Edquist, Charles, Hommen, Leif, & Tsipouri, Lena J. (2000). Public technology procurement and innovation. Economics of science, technology, and innovation, v. 16. Boston: Kluwer Academic.
- Schurr, Sam H., Burwell, Calvin C., Devine, Warren D., Sonenblum, Sidney (1990). Electricity in the American economy: agent of technological progress. Contributions in economics and economic history, no. 117. New York: Greenwood Press.
- Mats Fridlund & Helmut Maier, The second battle of the currents: a comparative study of engineering nationalism in German and Swedish electric power, 1921-1961.
- «The Invention of Everything Else». , Novel by Samantha Hunt.  ISBN 9780618801121, Houghton Mifflin Company.  A flightful story about Tesla's life.